# 北京大学附属中学深圳学校
深圳市福田区北京大学附属中学深圳学校是一所成立于1993年的公辦十二年一贯制学校，高中部临时校区位于广东省深圳市福田区香蜜湖街道侨香三道。

## 历史
1993年，深圳市福田区梅林中学成立。
2000年，深圳市人民政府实施“高中优质化工程”，梅林中学由完全中学改制为高级中学。
2003年，深圳市福田区黄埔学校成立。
2004年，梅林中学获评“广东省一级学校”。2010年，挂牌“广东省国家级示范性高中”。
2023年11月26日，配合原校址拆除重建，深圳市梅林中学搬迁至侨城东校区办学。
2024年3月15日，依托深圳市梅林中学、深圳市黄埔学校合并组建北京大学附属中学深圳学校，原深圳市梅林中学校址作为该校高中部，原黄埔学校校址作为该校小学及初中部。原梅中校区现暂借予明德实验高中部作为过渡校区

## 历任校长

### 梅林中学校长
- 首任校长：李建国，1993年——2000年1月
- 第二任校长：韩高焰，2000年1月——2001年8月
- 第三任校长：钟国诚，2001年8月——2006年8月
- 第四任校长：王德久，2006年8月——2016年8月
- 第五任校长：马敢飞，2016年8月——2022年10月
- 第六任校长：贺昉，2022年10月——2024年3月

### 北大附中深圳学校校长
- 第一任校长：马玉国，2024年3月——（北京大学附属中学校长兼）

## 周边交通
- █2号线、█7号线：深康站

## 知名校友
- 王欣瑜：2019届毕业生，中国女子网球运动员[3]